# Solidaritätskonzerte für die Ukraine
Solidaritätskonzerte für die Ukraine sind Zeichen der Solidarisierung sowohl des klassischen Musikbetriebs als auch von Jazz, Rock, Pop und Rap in ganz Europa mit der Ukraine nach dem Überfall Russlands ab dem 24. Februar 2022.
Insgesamt wurden allein in deutschsprachigen Staaten Spenden in zweistelliger Millionenhöhe aufgebracht.
Am 27. März 2022 fanden in zwanzig europäischen Staaten Solidaritätskomzerte statt. Der ukrainische Präsident Wolodymyr Selenskyj sprach zu den Teilnehmern. Am Wiener Heldenplatz spielten 18 Musikgruppen vor mehr als 100.000 Zuschauern.

## Deutschsprachige Staaten

### Deutschland
Unter dem Titel Freiheit und Frieden gab die aus Odessa stammende Jazzerin Tamara Lukasheva am 1. März 2022 im Stadtgarten von Köln ein Solidaritätskonzert für die Ukraine. Mit ihr musizierten Mariana Sadovska und Tasja Chernishova (Gesang), Matthias Schriefl (Trompete), Janning Trumann (Posaune), Clemens Orth und Jarry Singla (Piano), Jakob Kühnemann (Kontrabass), Janko Hanushevsky (E-Bass), Dominik Mahnig und Christian Thomé (Schlagzeug). Das Konzert wurde live auf WDR 3 übertragen.
Am 7. März 2022 lud die Oper Köln zum Singen für den Frieden. In der Kölner Philharmonie wurde am 16. März 2022 ein langer Konzertabend mit fünf Klangkörpern veranstaltet, mit Concerto Köln, Ensemble Musikfabrik, Gürzenich-Orchester, WDR Sinfonieorchester und dem Ensemble Modern. Weiters trat das Kölner Klavierduo Gülru Ensari und Herbert Schuch auf. Die Erlöse flossen an das Bündnis Entwicklung Hilft und an die Aktion Deutschland Hilft.
Zwei Orchesterkonzerte in kurzer Abfolge in Berlin drückten die Solidarität der Bundesregierung, der Stadt und ihrer Musiker aus. Am 15. März 2022 spielte das Deutsche Symphonie-Orchester in Berlin unter Leitung von Alan Gilbert, es sangen Max Raabe und Rolando Villazón. Als Instrumentalsolisten wirkten mit Lisa Batiashvili (Violine), Kirill Gerstein (Klavier), François Leleux (Oboe) und Ian Wekwerth, der Pianist des Palast Orchesters. Das Konzert stand unter der Schirmherrschaft von Claudia Roth, Staatsministerin für Kultur und Medien, der Erlös ging an Bündnis Entwicklung Hilft und Aktion Deutschland Hilft. Am 19. März 2022 musizierte das Konzerthausorchester Berlin unter Leitung von Christoph Eschenbach, Solist war der Cellist Bruno Philippe. Gegeben wurde das Gebet für die Ukraine des ukrainischen Komponisten Valentin Silvestrov, komponiert 2014 nach den Bürgerprotesten am Majdan Nesaleschnosti, bekannt als Euromaidan, weiters das Cellokonzert und die 8. Sinfonie von Dmitri Schostakowitsch. Das Konzert wurde live auf 3-SAT übertragen.
Für 20. März 2022 fand eine Großveranstaltung vor dem Brandenburger Tor statt, Sound of Peace. Trotz klirrender Kälte kamen mehr als 15.000 Zuschauer, es sang und sprach unter anderen Natalia Klitschko, die Frau des Bürgermeisters von Kiew, Vitali Klitschko, weiters Marius Müller-Westernhagen, Mia, The BossHoss, Revolverheld, Silbermond, Pascal Kravetz, Peter Maffay, Zoe Wees und viele mehr. Die Veranstaltung wurde live auf ProSieben und Sat.1 übertragen und erreichte dort rund eine Million Zuseher. Nach Angaben der Veranstalter wurden mehr als zehn Millionen Euro gespendet.

### Österreich
Am 8. März 2022 fand im Wiener Stephansdom ein Konzert für den Frieden mit Musikern aus der Ukraine und aus Russland statt. Die Initiative ging von der gebürtigen Ukrainerin Zoryana Kushpler und der gebürtigen St. Petersburgerin Lidia Baich aus.
Am 19. März 2022 fand im ausverkauften Wiener Ernst-Happel-Stadion das Konzert We stand with Ukraine! mit 40.000 Zusehern statt. Der Eintrittspreis hatte symbolische Wirkung – 19,91 Euro (1991 war das Jahr der ukrainischen Unabhängigkeit). Das Konzert dauerte von 13 Uhr bis 23 Uhr und wurde von folgenden Formationen aus Österreich bestritten: Eröffnet wurde mit der österreichisch-ukrainischen Band Eazy, deren Sängerin Julia Ivanova forderte: „Make Rock ’n’ Roll, not war“. Es folgten Bibiza x Eli Preiss, Lisa Pac, Mavi Phoenix, Josh., Ina Regen, Turbobier, der Rapper Yung Hurn, Mathea und Bilderbuch. Um 19:50 wurde eine Friedensbotschaft von Bob Geldof eingespielt, danach spielten Seiler und Speer. Um 20:40 Uhr erfolgte eine Ansprache von Bundespräsident Alexander Van der Bellen, danach gab es Auftritte von Pizzera & Jaus und Wanda. Das Konzert wurde live auf FM4 übertragen, ORF-Fernsehen brachte zur prime time eine zweistündige Zusammenfassung des Konzerts. Organisator Ewald Tatar überreichte Erich Fenninger, dem Chef der Volkshilfe Österreich, einen Scheck über 810.337 Euro.
Am 20. März 2022 fand in der Wiener Stadthalle ein Cross-Over-Event unter dem Titel Stimmen für den Frieden statt, Cross-over deshalb, weil der Klassikbetrieb auf U-Musik trifft. Es traten auf die Opernsänger Regula Mühlemann (CH), Patricia Nolz (A) und Rolando Villazón (Mexiko), die Wiener Sängerknaben, der Geiger Julian Rachlin, der Arnold Schoenberg Chor, das Janoska Ensemble aus der Slowakei, dessen Nummern aus Klassik, Jazz, Pop und anderen Stilelementen zusammengesetzt sind, sowie Louie’s Cage Percussion, ein österreichisches Schlagwerk-Ensemble. Die Musicalszene vertraten Carin Filipčić (A), Ana Milva Gomes und Maya Hakvoort (beide NL) sowie Lukas Perman (A). Weitere Auftritte absolvierten Caroline Athanasiadis, Iris Camaa und die in Osttimor geborene Sandra Pires. Pires präsentierte den Song Russians von Sting, die Chöre interpretierten den Gefangenenchor aus Verdis Nabucco und aus Beethovens Fidelio. Es wurden rund 200.000 Euro Reinerlös erwirtschaftet.
Am 22. März 2022 war im Goldenen Saal des Wiener Musikvereins ein Benefizkonzert mit fünf Wiener Orchestern anberaumt. Es spielten der Concentus Musicus, das Orchester Wiener Akademie, das Radio-Symphonieorchester Wien, das Tonkünstler-Orchester Niederösterreich und die Wiener Symphoniker, geleitet von Patrick Hahn. Es spielen die Solisten Kirill Gerstein, Gidon Kremer und Matthias Samuil, es sangen Christiane Karg, Lena Belkina, Michael Schade, Luca Pisaroni und der Singverein der Gesellschaft der Musikfreunde in Wien. Am Programm standen die ukrainische Nationalhymne und Werke von Frédéric Chopin, Claude Debussy, Igor Loboda, Felix Mendelssohn Bartholdy, Valentin Silvestrov, Mieczysław Weinberg sowie die Ode an die Freude von Ludwig van Beethoven.
Am 27. März 2022 fand am Wiener Heldenplatz #YesWeCare statt, ein Benefizkonzert für die aus der Ukraine Geflüchteten mit geplant 100.000 Zuschauern. Es spielten – in dieser Reihenfolge – Strandhase, Filiah, Lou Asril, Kerosin95, Verifiziert, Garish, c. Freude, Oska, Maschek, Lemo, Sharktank, Buntspecht, Cari Cari, Ina Regen, Lichtermeer & Denys Dragan, Edmund, Folkshilfe, Conchita Wurst und Wanda. Dazwischen spricht Bundespräsident Alexander Van der Bellen.
Unter dem Motto #saveUkraine fand am 3. April 2022 am Schwarzlsee in der Steiermark unter anderem mit Melissa Naschenweng, Semino Rossi und Nik P., den Nockis und den Draufgängern, Oliver Haidt, den Jungen Zillertalern, den Edlseern, Alle Achtung, Hannah, den Grubertalern, Simone & Charly Brunner, Stefan Rauch, Nordwand, Gilbert und Franky Leitner ein Benefizkonzert statt.

### Schweiz
Am 6. März 2022 wurde in der voll besetzten Kirche St. Karl in Luzern, einem modernen Betonbau, ein Solidaritätskonzert für die Ukraine veranstaltet. Es musizierten rund 20 junge Musikerinnen und Musiker gemeinsam  – einige stammten aus der Ukraine, Russland und Belarus.
Am 15. März 2022 veranstaltete Theater Basel ein Solidaritätskonzert mit den ukrainischen Sängerinnen Christina Daletska, Inna Fedorii und Nataliia Kukhar, den Pianistinnen Iryna Krasnovska und Stefka Perifanova, dem Chor des Theater Basel, der Schauspielerin Annika Meier und dem Schweizer Oboisten und Komponisten Heinz Holliger.
Am 17. März 2022 fand im Don Bosco in Basel ein Benefizkonzert für die Ukraine mit den Kyiv Soloists und dem Kammerorchester Basel statt. Auf dem Programm standen u. a. Werke zwei ukrainischer Komponisten, die Sinfonie Nr. 2 in G-Dur von Maxim Berezovsky (1745–1777) und Silent Music von Valentin Silvestrov (geboren 1937), der in Kiew wohnt.

## Weitere Staaten

### Frankreich
Auch in zahlreichen weiteren Staaten Europas fanden Solidaritätsveranstaltungen statt, beispielsweise das Solidaritätskonzert aus dem Konzerthaus von Radio France in Paris, übertragen auf Arte.

### Vereinigtes Königreich
Im Londoner Cockpit Theatre fand am 13. März 2022 ein Jazz-Benefizkonzert zugunsten der Ukraine statt, initiiert von der ukrainischen Harfenistin Alina Bzhezhinska. Untertitel des Konzerts war: „Make Music Not War“. Unter anderen nahmen der Sänger Cleveland Watkiss und der Saxophonist Tony Kofi teil.
Der britische Fernsehsender ITV kündigte für 29. März 2022 einen Fundraiser in Form eines Benefizkonzerts an. Das Glyndebourne Festival Opera veranstaltete am 3. April 2022 ein Nachmittags-Benefizkonzert, dirigiert von Robin Ticciati. Der Erlös beider Konzerte kommt dem Disasters Emergency Committee’s Ukraine Humanitarian Appeal zugute.

### Vereinigte Staaten
Die New Yorker Philharmoniker – geleitet von Herbert Blomstedt – spielten Anfang März 2020 zu Beginn eines Konzerts in New York City die ukrainische Nationalhymne, gewidmet dem Leiden des ukrainischen Volkes. Die Musiker spielten stehend, auch das Publikum erhob sich. Am 14. März 2022 veranstaltete auch die Metropolitan Opera (Met) in New York A Concert for Ukraine, ebenfalls eröffnet mit der ukrainischen Nationalhymne, diesmal gesungen vom ukrainischen Bassbariton Wladislaw Buialskyi. Es folgten das Gebet für die Ukraine von Valentin Silvestrov, das Adagio for Strings von Samuel Barber, Va, pensiero, der Gefangenenchor aus Verdis Nabucco, Vier letzte Lieder von Richard Strauss und das Finale aus Beethovens Neunter, die Ode an die Freude. Es dirigierte der Musikdirektor der Met, Yannick Nézet-Séguin. Eine überdimensionale Flagge der Ukraine verhüllte Teile der Fassade des Opernhauses. Die Met, die über 3732 Sitzplätze verfügt, war ausverkauft.